# Glückskette

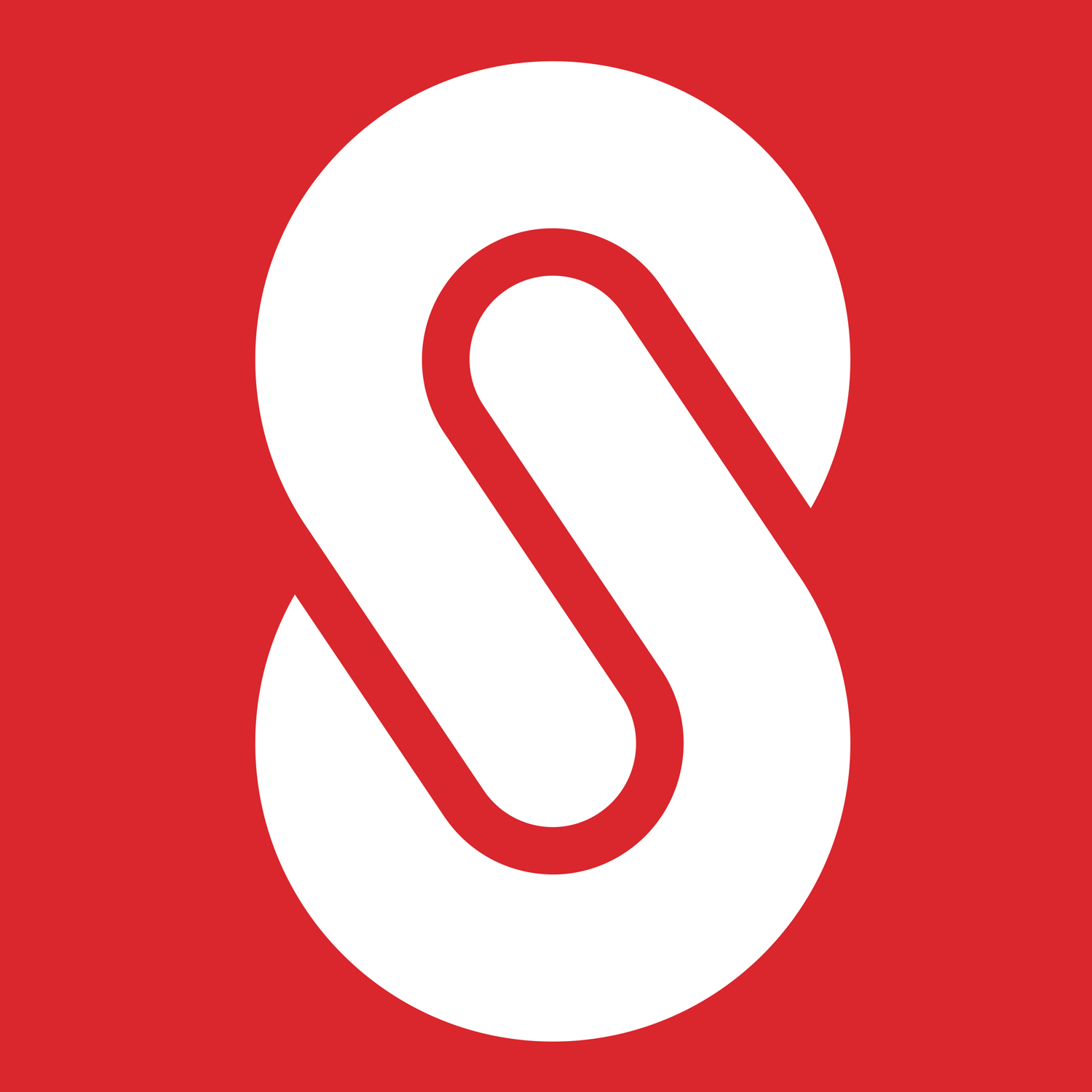
Logo der Glückskette

Die Glückskette (französisch Chaîne du Bonheur, italienisch Catena della Solidarietà, englisch Swiss Solidarity) ist eine schweizerische Spendensammelorganisation.

## Geschichte
Die Glückskette war ursprünglich eine Westschweizer Radiosendung des Landessenders Sottens, die Spenden zu Gunsten von Katastrophen- und Kriegsopfern sammelte. Sie wurde 1946, als Europa vom Zweiten Weltkrieg gezeichnet war, von den Radiomachern Roger Nordmann und Paul Valloton und dem Entertainer Jack Rollan ins Leben gerufen. 1948 wurden für die Opfer der Explosionskatastrophe von Mitholz Fr. 80'000 gesammelt.
Seit 1983 hat sie die Rechtsform einer Stiftung.
Von 1991 bis 2010 war Roland Jeanneret die «Stimme der Glückskette» bei den Spendensammlungen in der Deutschschweiz. Schweizer Medien bezeichneten ihn häufig als «Mister Glückskette».

## Projekte
Die Glückskette sammelt Spenden für humanitäre Hilfsprojekte. Zu diesem Zweck arbeitet sie mit der Schweizerischen Radio- und Fernsehgesellschaft (SRG SSR) und Schweizer Hilfswerken zusammen. Die Glückskette profitiert dabei von der besonderen Unterstützung des öffentlichen Radios und Fernsehens und arbeitet auch mit privaten Medien zusammen. Sie verteilt nicht einfach Geld, sondern finanziert Hilfsprojekte von erfahrenen Schweizer Hilfswerken in der Sofort- und Rehabilitationshilfe sowie beim nachhaltigen Wiederaufbau.
Es werden sowohl die Sofort- und Nothilfe wie auch längerfristige Projekte zur Instandstellung (Rehabilitation) und zum Wiederaufbau unterstützt. Für die Nothilfe wird möglichst rasch und unbürokratisch gehandelt und entschieden. Zur Prüfung, Bewilligung und Kontrolle der längerfristigen Projekte wurden spezielle Projektkommissionen gebildet.

## Sammlungen
Seit der Gründung der Stiftung Glückskette 1983 wurden bis heute mehr als eine Milliarde Spendengelder gesammelt. Die sechs grössten Sammlungen betrafen zwei Naturkatastrophen, zwei Kriege im Ausland sowie zwei Unwetter in der Schweiz.
1. Seebeben Asien (Tsunami), Dezember 2004: 227 Millionen Franken
2. Krieg in der Ukraine, März 2022: 130 Millionen Franken[2]
3. Unwetter in der Schweiz (Wallis und Tessin), Oktober 2000: 74 Millionen Franken
4. Erdbeben Haiti, Januar 2010: 64 Millionen Franken
5. Kriegsopfer im Kosovo, April 1999: 49,5 Millionen Franken
6. Unwetter in der Schweiz (Zentralschweiz, Berner Oberland und Graubünden), August 2005: 49,5 Millionen Franken

Von 2009 bis 2018 veranstalteten SRF und die Glückskette jährlich im Dezember die Spendenaktion «Jeder Rappen zählt» (JRZ).

## Partner
2012 arbeitet die Glückskette mit 25 Organisationen zusammen: Adventistische Entwicklungs- und Katastrophenhilfe (ADRA), Ärzte ohne Grenzen Schweiz (MSF), Brücke/Le Pont, Caritas Schweiz, CBM Christoffel Blindenmission, Christlicher Friedensdienst, Enfants du Monde (EDM), Fastenopfer, Handicap International, Helvetas, Hilfswerk der Evangelisch-reformierten Kirche Schweiz (HEKS), Medair, Iamaneh Schweiz, Médecins du Monde, Nouvelle Planète, Save the Children, Solidar Suisse, Schweizerisches Rotes Kreuz (SRK), Solidarmed, Stiftung Kinderdorf Pestalozzi, Swissaid, Swisscontact, Terre des hommes – Kinderhilfe, Terre des Hommes Suisse, und Vivamos Mejor.

## Auszeichnungen
Die Glückskette erhielt in Anerkennung ihrer Arbeit den Internationalen Menschenrechtspreis 1999.